# Al Insen TV
Al Insen TV est une chaîne de télévision religieuse tunisienne lancée en 2012, même si elle n'obtient sa licence de la part de la Haute Autorité indépendante de la communication audiovisuelle que trois ans plus tard.